# كوزنيتسوف غينادي يوخيموفيتش
كوزنيتسوف غينادي إفيموفيتش هو فنان رسوميات سوفيتي ثم أوكراني راحل، كان عضوا في الاتحاد الوطني للفنانين [الإنجليزية]
 في أوكرانيا.
صمم العديد من الطوابع البريدية الأوكرانية بالإضافة إلى أعمال فية أخرى.
ولد في 17 فبراير 1947 في كييف، وتوفي في كييف في 6 مايو 2007.